# Jessie J
Jessica Ellen Cornish (Londen, 27 maart 1988), beter bekend als Jessie J, is een Engelse singer-songwriter. Ze werd bekend als songwriter voor beroemdheden als Miley Cyrus en Justin Timberlake, en debuteerde in november 2010 zelf met het nummer Do it like a dude. Ze ontving in februari 2011 de Critic's Choice Award op de BRIT Awards.
Na in januari haar tweede single, Price Tag met rapper B.o.B, te hebben uitgebracht, presenteerde Jessie J op 25 februari 2011 haar debuutalbum Who you are. In 2018 kreeg Jessie J grote erkenning in China na haar verschijning in het Hunan TV-programma Singer (een equivalent van het programma The X-Factor). Deze editie werd door Jessie J gewonnen.

## Carrière

### Jeugd
Jessie J werd vroeger erg gepest. Hierover schreef ze later haar single Who's laughing now.
Als negenjarige werd ze gecast voor een rol in een productie van Whistle Down the Wind, geproduceerd door Andrew Lloyd Webber. Op zestienjarige leeftijd begon ze haar studie aan de BRIT school, waar ook Adele en Amy Winehouse gestudeerd hebben. Ze begon een meisjesband toen ze zeventien was. Ze heeft een onregelmatige hartslag sinds ze elf was en werd ook getroffen door een kleine beroerte op haar achttiende. Over haar ziekenhuistijd schreef ze het nummer Big White Room, dat verscheen op het album Who You Are.

### 2000-heden
Ze kreeg een contract bij platenmaatschappij Gut Records en nam een album op, maar het bedrijf ging failliet voordat het album werd uitgebracht. Jessie J vond toen succes als songwriter. Ze was ook achtergrondzangeres voor Cyndi Lauper op Laupers Britse deel van haar tournee in 2008. Verder trad ze op in het voorprogramma van Chris Brown in de Heineken Music Hall (2009). Jessie J's carrière als songwriter begon pas echt toen ze begon te schrijven voor beroemdheden zoals Rihanna, Justin Timberlake, Alicia Keys, Christina Aguilera en Miley Cyrus.
De grootste hit die ze tot nu toe schreef was voor Miley Cyrus: Party in the U.S.A.
Ook schreef ze voor Lisa Lois het nummer Owe it all to you, dat verscheen op Lisa's debuutalbum Smoke.
In 2010 lanceerde Jessie J haar solodebuut Do it like a dude als haar eerste single. Haar tweede single Price tag, een samenwerking met B.o.B, werd in veel landen een grote hit, waaronder in Nederland. Het nummer bereikte de nummer 1-positie in onder meer Vlaanderen, Frankrijk en het Verenigd Koninkrijk.
Haar debuutalbum Who You Are verscheen in februari 2011. Daarna volgde de single Who's laughing now. Haar volgende grote hit werd Domino. Toen volgde het trage nummer Who you are. Medio 2012 kwam de single Laserlight uit, een samenwerking met David Guetta. Ook zong ze het duet Up samen met James Morrison en was ze te horen in het nummer Repeat, dat op het album Nothing but the Beat van David Guetta staat. Tijdens een interview in maart 2012 zei Jessie J dat ze heel graag in het voorprogramma van Lady Gaga zou staan tijdens haar tournee The Born This Way Ball Tour.
Tijdens de slotceremonie van de Olympische Spelen op 12 augustus 2012 in Londen zong Jessie J een eigen lied en het nummer 'We Will Rock You', onder begeleiding van de rockband Queen. Daarnaast was ze 2 seizoen lang van 2012 tot en met 2013 coach bij de talentenjacht The Voice UK samen met Tom Jones, Will.i.am en Danny O'Donoghue.
Op 23 september 2013 kwam haar tweede album uit, Alive. Aan dit album heeft ze onder andere gewerkt met Becky G, Dizzee Rascal, Big Sean en Brandy. Op het album staan onder andere 'Wild', 'It's My Party' en de titelsong 'Alive'.
In oktober 2014 verscheen haar derde album Sweet Talker. De hiervan afkomstige single Bang bang is een samenwerking met Ariana Grande en Nicki Minaj. Andere artiesten waarmee ze voor het album samenwerkte zijn 2 Chainz, De La Soul en Lindsey Stirling.
In 2015 zong Jessie J het nummer Flashlight voor de film Pitch Perfect 2. In 2016 zong ze het nummer My superstar voor de film Ice Age: Collision Course. In 2015 kwam Jessie J voor het eerst met haar eigen show naar Nederland. Op 8 en 9 juni 2015 stond ze als onderdeel van de Sweet Talker Tour in Paradiso in Amsterdam. In 2015 en 2016 was ze coach bij het 4de en 5de seizoen van The Voice Australië samen met Delta Goodrem, Joel en Benji Madden, Ricky Martin en Ronan Keating.
Op 16 februari 2016 was Jessie terug in Nederland, ditmaal in de HMH. Deze show was de laatste show van de Sweet Talker Tour.
In 2017 kwamen de singles Real deal, Think about that en Not my ex uit met daarbij de Intimate R.O.S.E. Tour waarmee ze opnieuw Paradiso aan deed in oktober. In 2018 volgde het album R.O.S.E., dat in vier delen uitkwam: Realisations, Obsessions, Sex en Empowerment.
In 2018 was Jessie J meerdere keren in Nederland. In juni stond ze op de MainStage van Pinkpop en in december stond ze met de R.O.S.E. Tour in Afas Live.
In augustus 2019 stond ze met de Lasty Tour (overleden bodyguard heet Dave Last), op de NDSM Werf in Amsterdam. In 2019 was ze coach in The Voice Kids UK samen met Pixie Lott, Danny Jones en Will.i.am.

## Discografie

### Albums
| Album met eventuele hitnotering(en) in de Nederlandse Album Top 100 | Datum van verschijnen | Datum van binnenkomst | Hoogste positie | Aantal weken | Opmerkingen |
| ------------------------------------------------------------------- | --------------------- | --------------------- | --------------- | ------------ | ----------- |
| Who you are                                                         | 25-02-2011            | 05-03-2011            | 41              | 46           |             |
| Alive                                                               | 2013                  | 28-09-2013            | 19              | 2            |             |
| Sweet talker                                                        | 2014                  | 18-10-2014            | 19              | 2            |             |

| Album met hitnotering(en) in de Vlaamse Ultratop 200 albums | Datum van verschijnen | Datum van binnenkomst | Hoogste positie | Aantal weken | Opmerkingen |
| ----------------------------------------------------------- | --------------------- | --------------------- | --------------- | ------------ | ----------- |
| Who you are                                                 | 2011                  | 16-04-2011            | 38              | 31           |             |
| Alive                                                       | 2013                  | 05-10-2013            | 26              | 15           |             |
| Sweet talker                                                | 2014                  | 25-10-2014            | 22              | 11           |             |
| R.O.S.E.                                                    | 2018                  |                       |                 |              |             |

### Singles
| Single met eventuele hitnotering(en) in de Nederlandse Top 40 | Datum van verschijnen | Datum van binnenkomst | Hoogste positie | Aantal weken | Opmerkingen                                                  |
| ------------------------------------------------------------- | --------------------- | --------------------- | --------------- | ------------ | ------------------------------------------------------------ |
| Do it like a dude                                             | 18-11-2010            | 12-02-2011            | tip14           | -            | Nr. 95 in de Single Top 100                                  |
| Price tag                                                     | 28-01-2011            | 26-03-2011            | 2               | 20           | met B.o.B / Nr. 3 in de Single Top 100 / Alarmschijf         |
| Nobody's perfect                                              | 27-05-2011            | 30-07-2011            | 34              | 3            | Nr. 19 in de Single Top 100                                  |
| Up                                                            | 16-11-2011            | 26-11-2011            | tip3            | -            | met James Morrison / Nr. 70 in de Single Top 100             |
| Domino                                                        | 29-08-2011            | 10-12-2011            | 14              | 16           | Nr. 20 in de Single Top 100                                  |
| Laserlight                                                    | 04-05-2012            | 12-05-2012            | tip5            | -            | met David Guetta                                             |
| Wild                                                          | 26-05-2013            | 08-06-2013            | tip6            | -            | met Dizzee Rascal & Big Sean / Nr. 63 in de Single Top 100   |
| Thunder                                                       | 26-11-2013            | 28-12-2013            | tip15           | -            |                                                              |
| Bang bang                                                     | 2014                  | 16-08-2014            | 6               | 20           | met Ariana Grande & Nicki Minaj / Nr. 7 in de Single Top 100 |
| Flashlight                                                    | 2015                  | 06-06-2015            | tip2            | -            | Soundtrack Pitch Perfect 2 / Nr. 55 in de Single Top 100     |
| Man with the bag                                              | 2015                  | -                     |                 |              | Nr. 74 in de Single Top 100                                  |

| Single met hitnotering(en) in de Vlaamse Ultratop 50 | Datum van verschijnen | Datum van binnenkomst | Hoogste positie | Aantal weken | Opmerkingen                                   |
| ---------------------------------------------------- | --------------------- | --------------------- | --------------- | ------------ | --------------------------------------------- |
| Do it like a dude                                    | 2011                  | 29-01-2011            | tip8            | -            |                                               |
| Price tag                                            | 2011                  | 09-04-2011            | 1(1wk)          | 15           | met B.o.B / Nr. 1 in de Radio 2 Top 30 / Goud |
| Nobody's perfect                                     | 2011                  | 13-08-2011            | 22              | 5            | Nr. 13 in de Radio 2 Top 30                   |
| Who's laughing now                                   | 05-09-2011            | 10-09-2011            | tip9            | -            |                                               |
| Up                                                   | 2011                  | 03-12-2011            | tip4            | -            | met James Morrison                            |
| Domino                                               | 2011                  | 25-02-2012            | 41              | 3            |                                               |
| Laserlight                                           | 2012                  | 02-06-2012            | 50              | 1            | met David Guetta                              |
| Silver lining (Crazy 'bout you)                      | 2013                  | 16-02-2013            | tip7            | -            | Soundtrack Silver Linings Playbook            |
| Wild                                                 | 2013                  | 01-06-2013            | tip5            | -            | met Dizzee Rascal & Big Sean                  |
| It's my party                                        | 2013                  | 14-09-2013            | tip4            | -            |                                               |
| Calling all hearts                                   | 2014                  | 05-04-2014            | tip6            |              | met DJ Cassidy & Robin Thicke                 |
| Bang bang                                            | 2014                  | 09-08-2014            | 14              | 19           | met Ariana Grande & Nicki Minaj               |
| Burnin' up                                           | 2014                  | 15-11-2014            | tip44           | -            | met 2 Chainz                                  |
| Flashlight                                           | 2015                  | 06-06-2015            | tip8            | -            | Soundtrack Pitch Perfect 2                    |
| Queen                                                | 2017                  | 02-12-2017            | tip             | -            |                                               |

### NPO Radio 2 Top 2000
| Nummers met noteringen in de NPO Radio 2 Top 2000 | '12  | '13  |
| ------------------------------------------------- | ---- | ---- |
| Domino                                            | 1770 | -    |
| Price Tag (met B.o.B)                             | 1620 | 1945 |

1. ↑  Een '-' betekent dat het nummer niet was genoteerd en een vetgedrukt getal geeft de hoogste notering van een nummer aan.
2. ↑  2012 was het eerste jaar met een notering voor Jessie J.
3. ↑  Deze tabel is bijgewerkt tot en met de laatste editie (2024).

- Bibliothèque nationale de France: cb16514954f (data)
- Gemeinsame Normdatei: 1017878978
- International Standard Name Identifier: 0000 0001 2036 546X
- Library of Congress Control Number: no2011056571
- MusicBrainz: d24fb461-dee8-41fc-bb15-2f13bb2644a6
- Nationale Bibliotheek van Tsjechië: osa2012689015
- Virtual International Authority File: 57145970333232252591